# Uredo dioscoreae-sativae
Uredo dioscoreae-sativae är en svampart som beskrevs av Syd. & P. Syd. 1912. Uredo dioscoreae-sativae ingår i släktet Uredo, ordningen Pucciniales, klassen Pucciniomycetes, divisionen basidiesvampar och riket svampar. Inga underarter finns listade i Catalogue of Life.